# 山口舞
山口舞（1983年7月29日—），日本三重縣出身，是一位日本女子排球運動員，主要位置是副攻、接應二傳，擅長於各種跑動戰術，目前效力於岡山海鷗。

## 來歷
小學入學後前三年在當地的志摩B&G海洋中心學習游泳，到了四年級才被朋友吸引開始接觸排球。之後，她的才能引起大阪國際瀧井高等學校的教練才崎哲次注意，被延攬至該校。高校一年級後半段，就獲得了定期出場的機會，並幫助學校獲得全國私立高等學校男女排球選手權大會冠軍，以及打進全國高等學校綜合體育大會前八強。
2002年，加入岡山海鷗。在此之後，也幫球隊奪得國民體育大會六人制連續五年冠軍。
2009年4月，被登錄到日本國家女子排球隊名單當中。同年8月，首次代表國家參加2009年世界女排大獎賽。11月，代替因傷缺陣的狩野舞子參加世界女排大獎賽年終賽，表現活躍。2010年11月，再次代表日本參加在當地舉行的2010年世界女子排球錦標賽，獲得季軍，也是日本女排睽違36年後再次於該賽事進入前三名，之後也受到出身地三重縣榮譽表揚。2011年9月的在臺灣台北舉辦的2011年亞洲女子排球錦標賽，他以副攻的位置活躍於場上。11月，2011年世界盃女子排球賽首場比賽對義大利輸球後，小組賽其他兩場未有太多表現，不過接下來幾場賽事成功扮演球隊主力，幫助日本力克對手，最終成績以殿軍作收。
2011年3月5日對豐田車體六女王的比賽，是她生涯第230場V聯賽出場，也確定獲頒V聯賽榮譽獎。
在2011/12賽季，幫助球隊獲得第4名，平隊史最佳成績，自己也被選為聯賽最佳陣容。
2012年5月，幫助日本在2012年奧運會排球亞洲區暨世界區資格賽獲得2012年夏季奧林匹克運動會參賽資格。賽後表示非常渴望贏得獎牌，實現夢想。
6月，選入2012年奧運日本女子排球代表。該屆奧運會日本於季軍戰打敗韓國，獲得時隔28年的女子排球獎牌，山口也在其中作出了許多貢獻。
2019年，宣布退休。

## 人物軼事
- 在岡山海鷗的位置是副攻，不過國家隊的登錄卻是主攻，也可為接應二傳的位置[8]。
- 暱稱「ユメ」（夢）、[9]「パール」。
- 因為在比賽時難以預測其變化多端的動作，而被稱為「忍者」，不過本人不太喜歡這個稱呼。[10][11]

## 生涯
- 所屬球隊經歷

志摩町立（現：志摩市立）和具中學校 → 大阪國際瀧井高等學校 → 岡山海鷗（2002年 -）
- 日本國家女子排球隊 - 2009年 -
- 主要國際大賽出場
  - 奧運會 - 2012年
  - 世界排球錦標賽 - 2010年
  - 世界盃排球賽 - 2011年
- 排球生涯獎項
  - 2011年 - V聯賽榮譽選手（長期活躍選手）
  - 2012年 - 2011/12 V聯賽最佳陣容
- 其他獎項
  - 三重縣體育獎優秀獎（2011年2月）[12]
  - 第10回岡山市人見絹枝體育表揚 特別體育榮譽獎（2011年3月）[13]
  - 岡山縣縣民榮譽賞、岡山縣體育特別表揚（2012年8月）[14]

## 外部連結
- Vリーグ 公式プロフィール （页面存档备份，存于）
- 岡山シーガルズ 山口舞[永久]